# Сара Лозо
Сара Лозо (Јагодина, 29. април 1997) српска је одбојкашица. Игра на позицијама примача сервиса и коректора. Тренутно наступа за јапанску екипу Агео Медикс из Саитаме.

## Клупска каријера
Професионалну каријеру је почела са 14 година. Похађала је Средњу стручну школу Захарија Стефановић Орфелин у Београду. Од 2012. до 2018. године је наступала за Визуру са којом је освојила пет титула првака Србије. Клуб је више пута мењао име док је Лозо играла за њих, једно време се звао Партизан Визура.
Касније је отишла у Казахстан где је наступала за Жетису и Алтај. Са казахстанским клубовима је освојила две титуле првака и проглашена је за МВП финала плеј-офа првенства Казахстана 2019. године. Од 2021. до 2022. године је наступала за руски Протон из Саратова. У јулу 2022. прешла је у румунски клуб Лугош. Каријеру је ипак наставила у Јапану, пошто је добила бољи уговор, потписала је за екипу Агео Медикс из Саитаме.

## Репрезентативна каријера
Пре сениорске наступала је за јуниорску и кадетску репрезентацију Србије. Наступала је на ЕП 2017, СП 2018. и више пута на турнирима Лиге нација.
Освојила је бронзану медаљу са Србијом у Лиги нација 2022. године, то је била прва медаља за српску женску одбојку у овом такмичењу. Уврштена је у састав репрезентације Србије за Светско првенство 2022. године у Пољској и Холандији, на ком је са репрезентацијом изборила финале. У финалу је Србија победила Бразил максималним резултатом 3:0, и тако освојила златну медаљу. Након тога, родни град Јагодина је организовао пријем и наградио је за велики успех.
Селектор Ђовани Гвидети је уврстио у састав репрезентације Србије за Европско првенство 2023. године, на ком је са репрезентацијом изборила финале. У полуфиналу против Холандије, Лозо је била друга најефикаснија играчица српског тима са 11 постигнутих поена.

## Успеси

### Клупски
Визура
- Суперлига Србије: 2014, 2015, 2016, 2017, 2018.
- Куп Србије: 2015, 2016.
- Суперкуп Србије: 2013, 2014, 2015, 2017, 2018.

Жетису
- Првенство Казахстана: 2020.

Алтај
- Првенство Казахстана: 2021.

### Репрезентативни
- Светско првенство: злато 2022.
- Европско првенство: сребро 2023.
- Лига нација: бронза 2022.
- Европско првенство до 19 година: злато 2014.

### Индивидуални
- Најбољи сервер Европског првенства до 19 година 2014.[22]
- Најбољи примач сервиса Суперлиге Србије: 2015, 2016, 2017, 2018.
- Најбољи сервер Суперлиге Србије: 2018.
- Најбољи примач сервиса Купа Србије: 2016.
- Најбољи сервер Купа Србије: 2016.
- Најбоља играчица Првенства Казахстана: 2019.[23]

## Приватни живот
Сарини родитељи се зову Драган и Јасмина. Одселили су се из Мостара 1991. године у Јагодину. Отац Драган је био каратиста, током 1989. и 1990. био је члан карате клуба Динамо из Панчева. Има сестру која се зове Кристина. Течно говори руски језик.